# Рока (Лука)
Рока је насеље у Италији у округу Лука, региону Тоскана.
Према процени из 2011. у насељу је живело 31 становника. Насеље се налази на надморској висини од 304 м.